# Lijst van rijksmonumenten in Doetinchem (gemeente)
De gemeente Doetinchem telt 36 inschrijvingen in het rijksmonumentenregister. Hieronder een overzicht. 

## Doetinchem
De plaats Doetinchem telt 26 inschrijvingen in het rijksmonumentenregister. Zie Lijst van rijksmonumenten in Doetinchem (plaats) voor een overzicht.
| Object    | Oorspronkelijke functie?                              | Bouwjaar | Architect         | Locatie      | Coördinaten? | Nr.?  | Afbeelding        |
| --------- | ----------------------------------------------------- | -------- | ----------------- | ------------ | ------------ | ----- | ----------------- |
| 't Gevang | Archeologisch monument gevangenhuys met cipierswoning | 1766     | Gerrit Ravenschot | Nieuwstad 76 |              | 13085 | Meer afbeeldingen |

## Langerak
De plaats Langerak telt 1 inschrijving in het rijksmonumentenregister.
| Object                                    | Oorspronkelijke functie? | Bouwjaar          | Architect | Locatie | Coördinaten?                  | Nr.?   | Afbeelding                                |
| ----------------------------------------- | ------------------------ | ----------------- | --------- | ------- | ----------------------------- | ------ | ----------------------------------------- |
| Terrein waarin resten van kasteel Barlham | Archeologisch monument   | Late Middeleeuwen |           |         | 51° 58' 42" NB, 6° 14' 21" OL | 514770 | Terrein waarin resten van kasteel Barlham |

## Wehl
De plaats Wehl telt 8 inschrijvingen in het rijksmonumentenregister. Zie Lijst van rijksmonumenten in Wehl voor een overzicht.

## Wijnbergen
De plaats Wijnbergen telt 1 inschrijving in het rijksmonumentenregister. Daarnaast bevinden zich 2 inschrijvingen in het gedeelte van Wijnbergen gelegen in de gemeente Montferland.
| Object                                                            | Oorspronkelijke functie? | Bouwjaar | Architect    | Locatie           | Coördinaten?                  | Nr.?   | Afbeelding                                                        |
| ----------------------------------------------------------------- | ------------------------ | -------- | ------------ | ----------------- | ----------------------------- | ------ | ----------------------------------------------------------------- |
| Eenklaviersorgel met negen registers in de R.K. Kerk St. Martinus | Vanwege onderdelen kerk  | 1872     | J.H. Derdack | Doetinchemseweg 9 | 51° 57' 13" NB, 6° 17' 10" OL | 468529 | Eenklaviersorgel met negen registers in de R.K. Kerk St. Martinus |

Aalten ·
Apeldoorn ·
Arnhem ·
Barneveld ·
Berg en Dal ·
Berkelland ·
Beuningen ·
Bronckhorst ·
Brummen ·
Buren ·
Culemborg ·
Doesburg ·
Doetinchem ·
Druten ·
Duiven ·
Ede ·
Elburg ·
Epe ·
Ermelo ·
Harderwijk ·
Hattem ·
Heerde ·
Heumen ·
Lingewaard ·
Lochem ·
Maasdriel ·
Montferland ·
Neder-Betuwe ·
Nijkerk ·
Nijmegen ·
Nunspeet ·
Oldebroek ·
Oost Gelre ·
Oude IJsselstreek ·
Overbetuwe ·
Putten ·
Renkum ·
Rheden ·
Rozendaal ·
Scherpenzeel ·
Tiel ·
Voorst ·
Wageningen ·
West Betuwe ·
West Maas en Waal ·
Westervoort ·
Wijchen ·
Winterswijk ·
Zaltbommel ·
Zevenaar ·
Zutphen